# Darwin Rudy Andino Ramírez
Darwin Rudy Andino Ramírez CRS (* 6. August 1959 in Tegucigalpa) ist ein honduranischer Ordensgeistlicher und emeritierter römisch-katholischer Bischof von Santa Rosa de Copán.

## Leben
Darwin Rudy Andino Ramírez trat der Ordensgemeinschaft der Somasker bei, legte am 29. April 1988 die Profess ab und der Erzbischof von Tegucigalpa, Héctor Enrique Santos Hernández SDB, weihte ihn am 8. Dezember 1990 zum Priester.
Papst Benedikt XVI. ernannte ihn am 1. April 2006 zum Titularbischof von Horta und Weihbischof in Tegucigalpa. Die Bischofsweihe spendete ihm der Erzbischof von Tegucigalpa, Óscar Andrés Kardinal Rodríguez Maradiaga SDB, am 8. Dezember desselben Jahres; Mitkonsekratoren waren Juan José Pineda Fasquelle CMF, Weihbischof in Tegucigalpa, und Elías Samuel Bolaños Avelar SDB, Bischof von Zacatecoluca.
Am 7. November 2011 wurde er zum Bischof von Santa Rosa de Copán ernannt. Papst Franziskus nahm am 16. Dezember 2024 das vorzeitige Rücktrittsgesuch von Darwin Rudy Andino Ramírez an.